# Ана Горшкова
Ана Андрејевна Горшикова (Москва, 28. новембар 1983) је руска глумица и фотомодел. Њена најпознатије улога је у морској мелодрами Путница, режисера Станислава Говорухина. На фестивалу Окно Европе у Виборгу добила је награду Велика златна лађа.

## Биографија
Рођена је 28. новембра 1983. године у Москви. Њен отац је Андреј Владимирович који је радио за Комитет државне безбедности СССР, а мајка Татјана Ивановна која је дипломирала на Московском економском унитерзитету Г. В. Плеханов, али се након рођења Ане посветила њеном одрастању и образовању. Родитељи су јој развели када је имала четири године, отац отишао у САД, а Ана одрасла уз мајку у Москви. Упркос томе, са оцем је задржала изузетан однос до данашњег дана.
Каа је имала 16. година радила је у манекенској агенцији у Москви. 2001. године уписала је Државни универзитет за менаџмент, на смеру за социјилогију и управљање људским ресурсима. Године 2003. завршила је глумачку школу и глумила у серијама Кнегиња Анастасија, Две судбине, Кућа са љиљанима и у многим другим. У периоду од 2007. до 2009. године била је удата за Михаила Боршова.

## Филмографија
| Улоге Ане Горшкове |                    |               |                             |          |
| Година             | Српски назив       | Изворни назив | Улога                       | Напомена |
| 2003.              | Кнегиња Анастасија |               | Полина Пеникова             |          |
| 2004.              |                    |               | Рогозникова                 |          |
| 2004.              |                    |               | Тасија                      |          |
| 2005.              | Две судбине 2      |               | Дарија                      |          |
| 2005.              | Две судбине 3      |               | Дарија                      |          |
| 2006.              |                    |               | Алена Соколова              |          |
| 2006.              |                    |               | Марија                      |          |
| 2006.              |                    |               | Сима                        |          |
| 2008.              |                    |               | Зинаида Горобец             |          |
| 2008.              |                    |               | Дана                        |          |
| 2008.              |                    |               | Дарија                      |          |
| 2008.              | Путница            |               | Вера Сергејевна КЛарк       |          |
| 2009.              |                    |               | Ана                         |          |
| 2009.              |                    |               | Олга                        |          |
| 2009.              |                    |               | Викторија Павловна Панежина |          |
| 2010.              | Моја љубав         |               | Алина Чижевскаја            |          |
| 2010.              | Од срца срцу       |               | Јула                        |          |
| 2011.              |                    |               | Серафима Бунова             |          |
| 2011.              |                    |               | Људмила Захарова            |          |
| 2011.              |                    |               |                             |          |
| 2012.              |                    |               | Алиса                       |          |
| 2012.              |                    |               | Валентина                   |          |
| 2012.              |                    |               | Валерија                    |          |
| 2012.              | Моја мајка         |               | Елена                       |          |
| 2012.              |                    |               | Алиса                       |          |
| 2012.              | Сачувај или уништи |               | Миронова                    |          |
| 2014.              | Дом са љиљанима    |               | Љиља Говорова               |          |
| 2016.              | Љубав без правила  |               | Ирина                       |          |
| 2018.              |                    |               | Валентина                   |          |